# Magoffin County
Magoffin County is een county in de Amerikaanse staat Kentucky.
De county heeft een landoppervlakte van 801 km² en telt 13.332 inwoners (volkstelling 2000). De hoofdplaats is Salyersville.